# Alterswil
Alterswil – miejscowość w gminie Tafers, w Szwajcarii w okręgu Sense w kantonie Fryburg. Powierzchnia jej wynosi 16,08 km², liczy 2046 mieszkańców. Do 31 grudnia 2020 samodzielna gmina (Gemeinde).
94% mieszkańców jest niemieckojęzycznych (rok 2000).
Alterswil składa się z wsi ulicowej Alterswil oraz otaczających ją wsi Äckerli, Bennewil, Galtern, Gerewil, Heimberg, Wengliswil, Wilersgut, Wolgiswil, Zumholz i Zitterli.